# Basilica di Santa Maria del Mar
La basilica di Santa Maria del Mar è una grande chiesa gotica che si trova nel quartiere de La Ribera di Barcellona.
Costruita tra il 1329 e il 1383 sotto la direzione di Berenguer de Montagut, è l'esempio più emblematico e puro del gotico catalano.
È tradizionalmente considerata la chiesa dei marinai, perché ubicata nella zona mercantile e portuale della città.
Dal 1923 è stata insignita del titolo di basilica minore.

## Storia
L'edificazione ebbe inizio il 25 marzo 1329, come testimoniano le lapidi del portale de les Moreres: un fatto degno di nota è che la chiesa sarebbe dovuta appartenere, e tuttora appartiene, ai fedeli della parrocchia, unici responsabili e acquirenti dei materiali destinati alla costruzione, in chiara contrapposizione alle cattedrali e alla cattedrale stessa di Barcellona che era in fase di edificazione in quegli stessi anni, ma che era riservata principalmente alla nobiltà e all'alto clero. Sembra che tutta la popolazione del quartiere avesse partecipato alla costruzione della chiesa, in particolar modo i bastaixos, gli scaricatori del porto, che si occupavano di trasportare sulle proprie spalle le enormi pietre necessarie dalle cave in collina alla piazza destinata all'innalzamento del luogo di culto.
I muri, le cappelle laterali e la facciata furono terminati già nel 1350: nel 1379, quando stavano per essere terminata la zona delle volte, un incendio provocò gravi danni anche alle pietre. Ma, finalmente, il 3 novembre 1383 l'ultima pietra venne posata, e il 15 agosto dell'anno seguente venne celebrata la prima messa. Nel 1428 un terremoto causò il crollo del rosone e la morte di alcune persone.
Prontamente venne siglato un nuovo contratto per la sostituzione della parte distrutta con un'altra di stile gotico fiammeggiante, che venne ultimata nel 1459. L'anno seguente vennero sistemate anche le vetrate (il rosone è stato realizzato dall'artista borgognone Antoine de Lonhy).

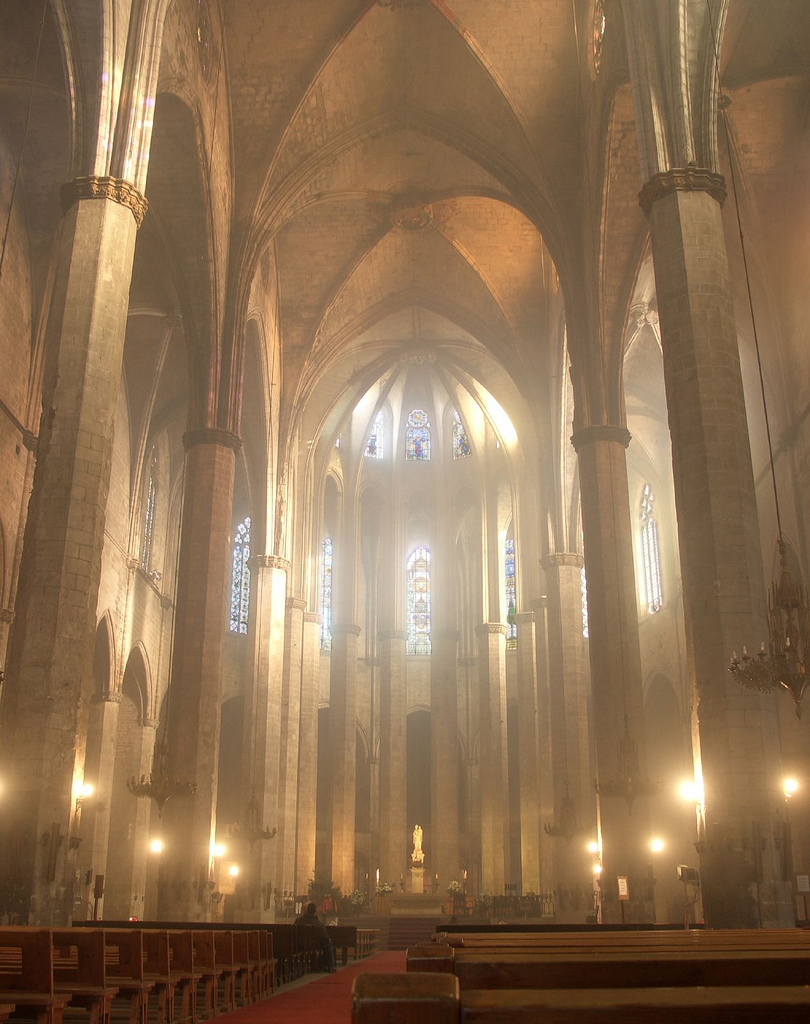
La navata centrale della basilica

La maggior parte degli arredi, le immagini e l'altare barocco aggiunti nei secoli successivi finirono bruciati nell'incendio avvenuto nella notte tra il 19 e il 20 luglio 1936 durante la guerra civile e intenzionalmente non sono stati sostituiti.
I lavori di restauro sono stati in parte finanziati dalla squadra di calcio locale, il Barcellona, ed è per questo che su una delle vetrate dell'edificio è ritratto lo stemma del club.
Negli anni sessanta, durante alcuni scavi, venne portata alla luce una necropoli risalente ai secoli IV-VI secolo.

## L'aspetto
Dall'esterno, l'edificio si presenta con un aspetto massiccio e compatto, che non permette di indovinare come possa essere l'interno. C'è un'assoluta predominanza di linee orizzontali e spazi senza aperture o decorazioni; l'"orizzontalità" viene continuamente sottolineata, marcata da modanature, cornici, superfici piane, come ad evitare di dare una sensazione troppo marcata di altezza (altezza che è comunque reale, nell'edificio). Visivamente, ne risulta un blocco compatto, senza diversità di profondità, tipico del gotico europeo: questo produce un'assenza di giochi di luce, molto presenti invece nelle altre chiese.
La facciata è rinchiusa dalle due torri ottagonali (forma che si ripete nelle colonne all'interno) e i due massicci contrafforti che separano il rosone e fanno capire già dall'esterno l'ampiezza delle volte interne. Si possono riconoscere due sezioni orizzontali, differenziate molto chiaramente per mezzo di modanature ed altri elementi: nelle torri, invece che pinnacoli o guglie, vengono utilizzate gallerie come elemento decorativo, altro particolare che tende a rendere il tutto più orizzontale che verticale.
La fascia inferiore si centra sul portico, mentre il piano superiore ha come punto focale il rosone, con i due finestroni che lo accompagnano, tra contrafforti e torri.
La generale austerità dell'edificio è ancora più evidente nelle pareti laterali, lisce e senza decorazioni a chiudere lo spazio tra i contrafforti. La concezione è completamente diversa da quella fragile e alcune volte iperdecorata del gotico francese, con gli archi rampanti che spesso sono molto sottili (almeno dal punto di vista estetico) e che non furono mai un elemento distinto nel gotico catalano, qui assolutamente assenti.
Nel senso orizzontale si vedono molto chiaramente tre piani diversi: nell'inferiore (corrispondente alle cappelle laterali) si aprono finestre strette, relativamente piccole, che donano ritmo alla parete; ogni finestra corrisponde a una cappella, tre finestre separano i contrafforti.

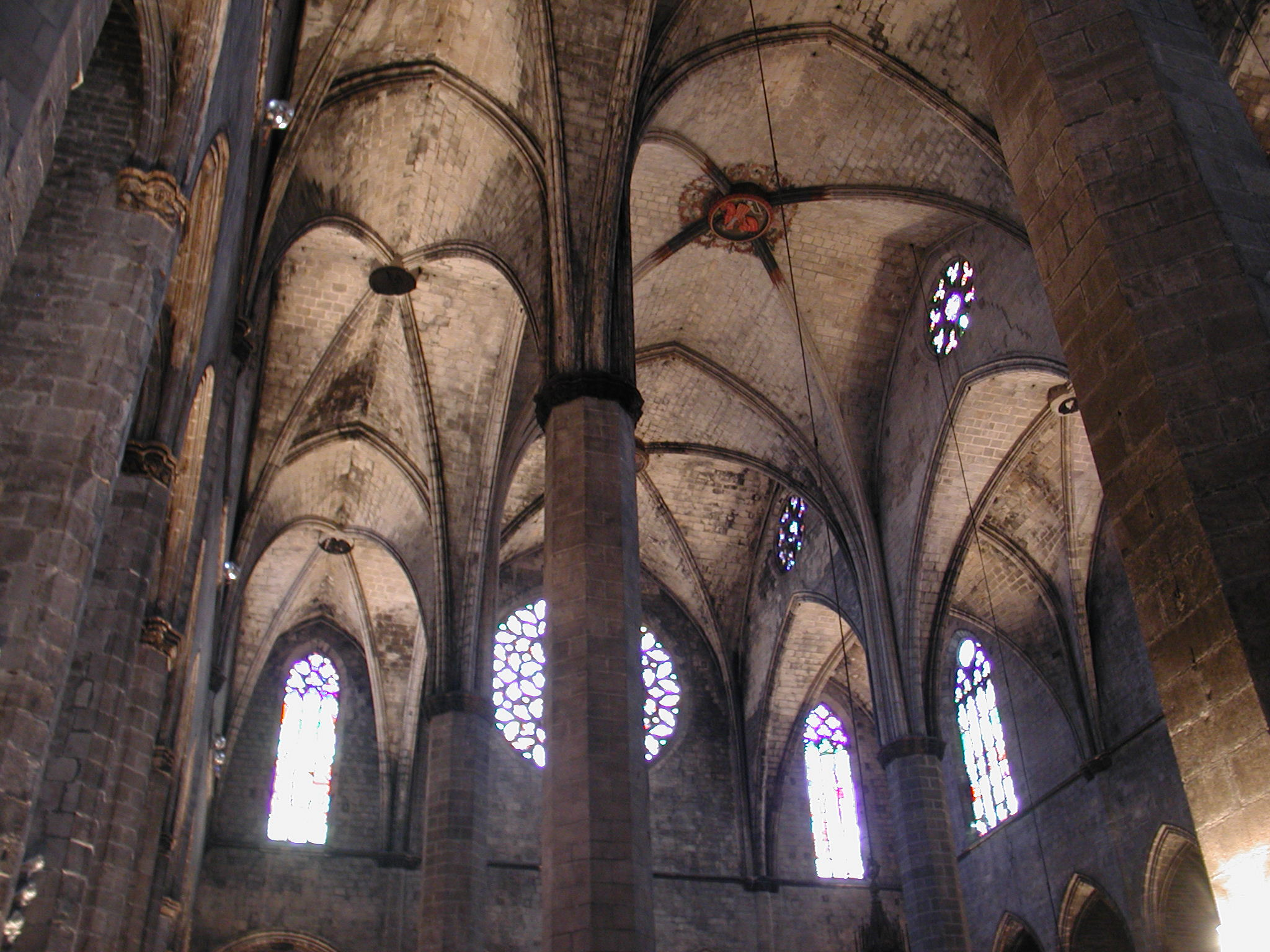
Le tre navate interne

Nelle fiancate si aprono due porte, la porta de Sombrerers e quella de les Moreres: un'altra fu costruita in seguito nell'abside, la porta del Born.
All'interno si distinguono tre navate, con deambulatorio e senza crociera. Lo spazio è però suddiviso, anche in altezza, in modo tale che, pur essendovi tre navate, l'impressione è di trovarsi in uno spazio unico, a una sola navata. Per dare questa sensazione, l'architetto ha allontanato (15 m) i pilastri e fatto in modo che i soffitti delle tre partizioni raggiungano altezze molto simili: contrariamente alla maggior parte delle architetture di questo tipo e periodo, le navate laterali sono solamente 1/8 più basse della centrale. Ne risulta uno spazio molto luminoso e aperto, che si allontana dalla divisione dello spazio gotico e tende a un'idea di spazio unico/unitario.
La navata centrale riceve luce da oculi tra le gallerie, aperture che diventano finestroni tra le colonne del presbiterio e che occupano quasi la totalità dello spazio disponibile, contribuendo a rinforzare l'effetto visivo delle colonne con un semicerchio luminoso. Le navate laterali prendono luce dalle finestre che si trovano una per ogni spazio e non sono nemmeno così grandi come ci si potrebbe attendere da un edificio di queste dimensioni, anche se danno il loro contributo luminoso anche alla navata centrale.

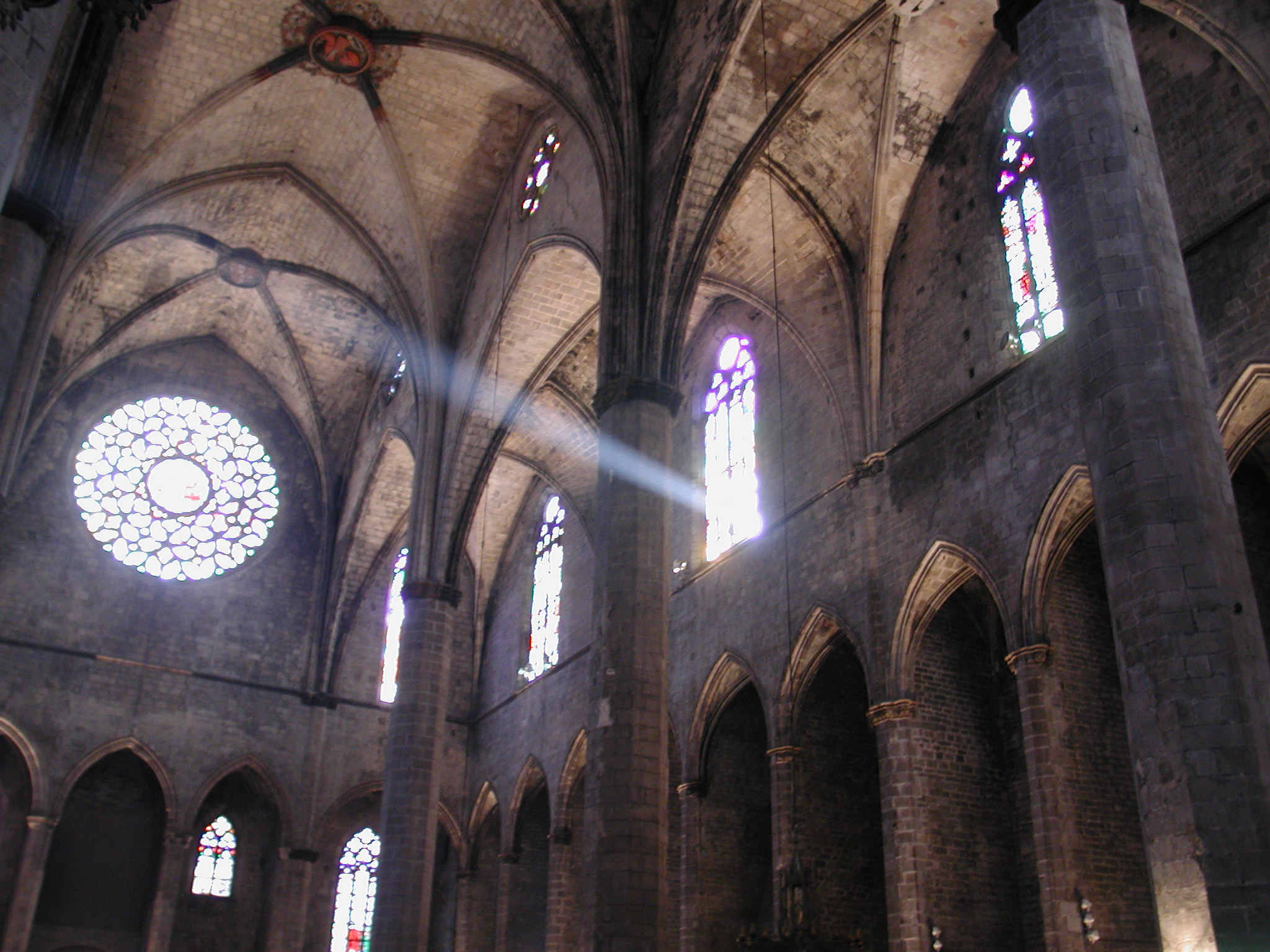
Gli oculos

Notevole è l'austerità che le pareti lisce danno all'ambiente, unite alle colonne ottagonali di disegno pulito, le cui nervature terminano al livello dei capitelli invece che al pavimento, e al fatto che tutti gli archi raggiungano la stessa altezza.

## La chiesa nella letteratura
Lo scrittore e avvocato spagnolo Ildefonso Falcones ha scritto un romanzo dal titolo La cattedrale del mare, ambientato nel periodo e nei luoghi della costruzione della chiesa in questione.